# Villevoques
Villevoques ist eine französische Gemeinde mit 196 Einwohnern (Stand: 1. Januar 2022) im Département Loiret in der Region Centre-Val de Loire. Sie ist Teil des Kantons Courtenay im Arrondissement Montargis. Die Einwohner werden Villevoquois genannt.

## Geografie
Villevoques liegt etwa 55 Kilometer ostnordöstlich von Orléans. Umgeben wird Villevoques von Mignères im Norden, Gondreville im Nordosten, Pannes im Osten und Südosten, Saint-Maurice-sur-Fessard im Süden sowie Loulon im Westen und Südwesten. 

## Bevölkerungsentwicklung
| 1962 | 1968 | 1975 | 1982 | 1990 | 1999 | 2006 | 2018 |
| ---- | ---- | ---- | ---- | ---- | ---- | ---- | ---- |
| 190  | 173  | 149  | 137  | 209  | 214  | 210  | 210  |